# Tiago Palacios
Tiago Asahel Palacios (Buenos Aires, 28 marzo 2001) è un calciatore uruguaiano con cittadinanza argentina, centrocampista dell'Estudiantes (LP).

## Caratteristiche tecniche
È un centrocampista offensivo.

## Carriera

### Club
Prodotto del vivaio del River Plate, non ha mai esordito in prima squadra. Ha giocato in massima divisione argentina col Platense e in quella uruguaiana col Montevideo City Torque.

### Nazionale
Ha giocato nella nazionale uruguaiana Under-23.

## Statistiche

### Presenze e reti nei club
Statistiche aggiornate al 2 aprile 2024.
| Stagione                      | Squadra                       | Campionato                    | Campionato | Campionato | Coppe nazionali | Coppe nazionali | Coppe nazionali | Coppe continentali | Coppe continentali | Coppe continentali | Altre coppe | Altre coppe | Altre coppe | Totale | Totale | Totale |
| Stagione                      | Squadra                       | Comp                          | Pres       | Reti       | Comp            | Pres            | Reti            | Comp               | Pres               | Reti               | Comp        | Pres        | Reti        | Pres   | Reti   |        |
| ----------------------------- | ----------------------------- | ----------------------------- | ---------- | ---------- | --------------- | --------------- | --------------- | ------------------ | ------------------ | ------------------ | ----------- | ----------- | ----------- | ------ | ------ | ------ |
| 2019-2020                     | Platense                      | PBN                           | 2+3        | 0          | CA              | 1               | 0               | -                  | -                  | -                  | -           | -           | -           | 6      | 0      |        |
| 2020                          | Platense                      | PBN                           | 7          | 0          | CA              | 0               | 0               | -                  | -                  | -                  | -           | -           | -           | 7      | 0      |        |
| 2021                          | Platense                      | PD                            | 3          | 0          | CA+CdL          | 0+11            | 0+1             | -                  | -                  | -                  | -           | -           | -           | 14     | 1      |        |
| Totale Platense               | Totale Platense               | Totale Platense               | 15         | 0          |                 | 12              | 1               |                    | -                  | -                  |             | -           | -           | 27     | 1      |        |
| 2022                          | Montevideo City Torque        | PD                            | 33         | 6          | CU              | 1               | 1               | CL                 | 1                  | 0                  | -           | -           | -           | 35     | 7      |        |
| 2023                          | Montevideo City Torque        | PD                            | 35         | 9          | CU              | 0               | 0               | -                  | -                  | -                  | -           | -           | -           | 35     | 9      |        |
| Totale Montevideo City Torque | Totale Montevideo City Torque | Totale Montevideo City Torque | 68         | 15         |                 | 1               | 1               |                    | 1                  | 0                  |             | -           | -           | 70     | 16     |        |
| 2024                          | Estudiantes (LP)              | PD                            | 24         | 3          | CA+CdL          | 1+12            | 0+4             | CL                 | 4                  | 0                  | SA+TdC      | 1+1         | 0           | 43     | 7      |        |
| 2025                          | Estudiantes (LP)              | PD                            | 11         | 3          | CA              | 0               | 0               | CL                 | 1                  | 0                  | -           | -           | -           | 12     | 3      |        |
| Totale Estudiantes (LP)       | Totale Estudiantes (LP)       | Totale Estudiantes (LP)       | 35         | 6          |                 | 13              | 4               |                    | 5                  | 0                  |             | 2           | 0           | 55     | 10     |        |
| Totale carriera               | Totale carriera               | Totale carriera               | 118        | 21         |                 | 26              | 6               |                    | 6                  | 0                  |             | 2           | 0           | 152    | 27     |        |

## Palmarès

### Club

#### Competizioni nazionali
- Copa de la Liga Profesional: 1

Estudiantes: 2024
- Trofeo de Campeones de la Liga Profesional: 1

Estudiantes: 2024